# Морель, Эмманюэль
Эмманюэ́ль Море́ль (фр. Emmanuel Maurel; род. 10 мая 1973 года, Эпине-сюр-Сен) — французский политик, член временного коллективного руководства Социалистической партии (2017—2018), один из основателей «Республиканской и социалистической левой» (2018).

## Биография
Изучал современную литературу и историю, также окончил Институт политических исследований в Париже со степенью доцента. В 2001 году избран в муниципальный совет Персана, с 2004 по 2015 год являлся депутатом регионального совета Иль-де-Франса (в 2009 году стал его председателем). С 2008 по 2012 год — национальный секретарь Социалистической партии (курировал вопросы высшего образования). В 2014 году избран в Европейский парламент от Запада Франции, вследствие чего в 2015 году отказался от мандата регионального депутата. В ходе президентской кампании 2017 года поддерживал сначала кандидатуру Мари-Ноель Линеман, затем Арно Монтебура и официального кандидата от социалистов Бенуа Амона, в команде которого курировал вопросы международной торговли.
8 июля 2017 года после катастрофического поражения на парламентских выборах Национальный совет партии большинством в 102 голоса против 16 при 20 воздержавшихся проголосовал за учреждение временного коллегиального руководства в составе 16 человек, включая Мореля.
В январе 2018 года объявил о намерении бороться за пост нового лидера партии.
15 марта 2018 года проиграл в первом туре выборов лидера социалистов, в которых приняли участие 35 тыс. из 102 тыс. членов партии (во второй тур вышли Оливье Фор и Стефан Ле Фоль).
25 августа 2018 года, когда в Ла-Рошели открылся семинар СП для социалистов, занимающих выборные должности, Морель был замечен в Марселе, в «летнем университете» Непокорённой Франции Жана-Люка Меланшона.
12 октября 2018 года Le Monde опубликовала интервью с Морелем как с лидером левого крыла Соцпартии, в котором он заявил о выходе из партии, поскольку она «больше не представляет социализм», и о намерении сотрудничать при подготовке к европейским выборам 2019 года с «Непокорённой Францией».
В декабре 2018 года вошёл в список «Непокорённой Франции» для участия в европейских выборах 2019 года, заняв в нём 6-е место (26 мая 2019 года на европейских выборах список поддержали 6,3 % избирателей что обеспечило ему 6 депутатских мест, благодаря чему Морель сохранил мандат).